# AMD Am5x86

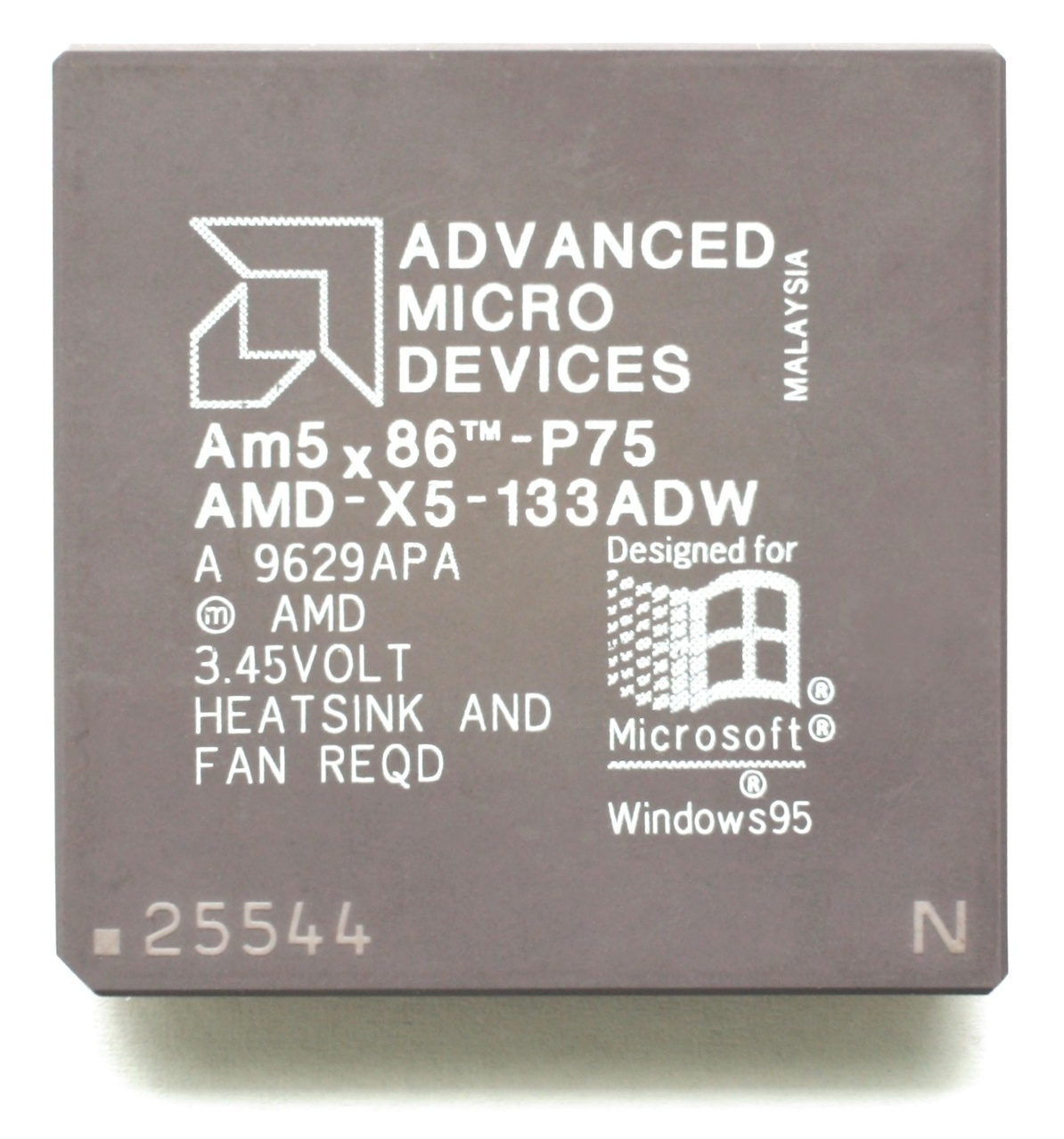
CPU AMD 5x86 (X5)

El microprocesador AMD 5x86 es un procesador compatible x86 presentado en 1995 por Advanced Micro Devices destinado a ser utilizado en ordenadores basados en un 486. 
Presentado en noviembre de 1995, el AMD 5x86 (conocido también con el nombre de 486DX5-133, Am5x86, X5-133, es vendido bajo marcas como « Turbochip ») es un procesador 486 "estándar" con un multiplicador interno a 4x, arquitectura de 0'35 micras y una caché L1 de 16 kB, permitiéndole funcionar a 133 MHz en sistemas para procesadores 486 DX2 o DX4 sin multiplicador. El 5x86 tenía una memoria caché L1 de tipo write-back de 16 kB, siendo casi todos los demás de 8 kB. Algunos modelos salieron a 150 MHz con multiplicador de 3x producidos por AMD, siendo su denominación la de Am5x86-P90 por asemejarse en potencia a un Intel Pentium de 90 MHz, pero se vieron muy pocas unidades en el mercado.
El socket 3 no fue concebido para tener un multiplicador 4x, AMD hizo que el 5x86 buscara un multiplicador 2x en la placa base, interpretándolo como una multiplicador 4x. Entonces, para utilizar un 5x86, se debía configurar la placa base con el multiplicador a 2x, lo que haría funcionar realmente el 5x86 a 4x. El chip se adapta físicamente en un socket 486 más antiguo como el socket 1 o 2, o el socket original con 168 contactos, pero para ello se necesita un regulador de tensión ya que el chip AMD funciona a 3.3 V.
La combinación de una mejor frecuencia de reloj y de la memoria caché de tipo write-back permitió al 5x86 igualar e incluso sobrepasar ligeramente un procesador Pentium a 75 MHz. Además, como fue concebido con base en un 486, era compatible con sistemas más antiguos, lo que perjudicaba ligeramente a su rival más rápido, el Cyrix 5x86. El procesador overclockeado a 160 MHz, dando una velocidad parecida al Pentium de 90 MHz. Aunque se llegó a overclockearlo hasta 200 MHz, no era muy realizable porque muy pocas tarjetas de video podían funcionar en un bus VESA a 50 MHz (si bien en placas PCI no existe este problema, lo cierto es que nunca se lograron los 200 MHz).
El 5x86 era conocido por ser el primero en utilizar el P.Rating. Ya que el 5x86 era el equivalente a un Pentium a 75 MHz, AMD lo lanzó con la denominación « AM5x86-P75 ».
Las ventas del Am5x86 eran una fuente importante de ingresos para AMD, mientras se demoraba la producción del AMD K5, amenazando la rentabilidad de la compañía. 
AMD fabricó el procesador 5x86 para un ordenador ordinario hasta 1999. Era popular para ordenadores de oficina, apareció en muchos ordenadores de distintos fabricantes de portátiles. Muchas empresas vendieron el 5x86 con un regulador de tensión y un conversor de socket, como mejora del 486, que permitía su montaje en casi cualquier placa base para 486.
El Am5x86-P75 es el microprocesador más potente que se fabricó compatible con la plataforma 486, superando de largo al Intel 486DX4-100 (el más potente de Intel), especialmente cuando se le aplicaba overclock hasta los 160 MHz (40x4) dando un buen repaso incluso a los primeros Pentium.